# Батчулууни Батмагнай
Батчулууни Батмагнай (монг. Батчулууны Батмагнай; нар. 23 липня 1989) — монгольський борець вільного стилю, дворазовий бронзовий призер чемпіонатів Азії, бронзовий призер чемпіонату світу серед студентів, бронзовий призер чемпіонату світу серед військовослужбовців.

## Життєпис

### Виступи на Чемпіонатах світу
| Змагання                        | Збірна   | Вагова категорія          | Місце |
| ------------------------------- | -------- | ------------------------- | ----- |
| Чемпіонат світу з боротьби 2021 | Монголія | вільна боротьба, до 70 кг | 14    |

### Виступи на Чемпіонатах Азії
| Змагання                       | Збірна   | Вагова категорія          | Місце  |
| ------------------------------ | -------- | ------------------------- | ------ |
| Чемпіонат Азії з боротьби 2014 | Монголія | вільна боротьба, до 65 кг | Бронза |
| Чемпіонат Азії з боротьби 2016 | Монголія | вільна боротьба, до 65 кг | Бронза |

### Виступи на Азійських іграх
| Змагання           | Збірна   | Вагова категорія          | Місце |
| ------------------ | -------- | ------------------------- | ----- |
| Азійські ігри 2014 | Монголія | вільна боротьба, до 65 кг | 7     |
| Азійські ігри 2018 | Монголія | вільна боротьба, до 65 кг | 5     |

### Виступи на Кубках світу
| Змагання                    | Збірна   | Вагова категорія          | Місце |
| --------------------------- | -------- | ------------------------- | ----- |
| Кубок світу з боротьби 2016 | Монголія | вільна боротьба, до 70 кг | 6     |
| Кубок світу з боротьби 2017 | Монголія | вільна боротьба, до 65 кг | 6     |
| Кубок світу з боротьби 2018 | Монголія | команда                   | 6     |
| Кубок світу з боротьби 2019 | Монголія | команда                   | 6     |
| Кубок світу з боротьби 2022 | Монголія | команда                   | 5     |

### Виступи на Чемпіонатах світу серед військовослужбовців
| Змагання                                                  | Збірна   | Вагова категорія          | Місце  |
| --------------------------------------------------------- | -------- | ------------------------- | ------ |
| Чемпіонат світу з боротьби серед військовослужбовців 2014 | Монголія | вільна боротьба, до 65 кг | Бронза |

### Виступи на Всесвітніх іграх військовослужбовців
| Змагання                                | Збірна   | Вагова категорія          | Місце |
| --------------------------------------- | -------- | ------------------------- | ----- |
| Всесвітні ігри військовослужбовців 2015 | Монголія | вільна боротьба, до 65 кг | 5     |
| Всесвітні ігри військовослужбовців 2019 | Монголія | вільна боротьба, до 65 кг | 11    |

### Виступи на Чемпіонатах світу серед студентів
| Змагання                                        | Збірна   | Вагова категорія          | Місце  |
| ----------------------------------------------- | -------- | ------------------------- | ------ |
| Чемпіонат світу з боротьби серед студентів 2014 | Монголія | вільна боротьба, до 65 кг | Бронза |

### Виступи на інших змаганнях
| Змагання                                               | Збірна   | Вагова категорія          | Місце  |
| ------------------------------------------------------ | -------- | ------------------------- | ------ |
| Кубок Президента Бурятської Республіки з боротьби 2012 | Монголія | вільна боротьба, до 66 кг | 10     |
| Гран-прі «Іван Яригін» 2013                            | Монголія | вільна боротьба, до 66 кг | 19     |
| Кубок Президента Бурятської Республіки з боротьби 2013 | Монголія | вільна боротьба, до 66 кг | 5      |
| Гран-прі «Іван Яригін» 2015                            | Монголія | вільна боротьба, до 65 кг | 27     |
| Кубок Президента Бурятської Республіки з боротьби 2015 | Монголія | вільна боротьба, до 65 кг | Бронза |
| Гран-прі Парижа з боротьби 2016                        | Монголія | вільна боротьба, до 65 кг | Бронза |
| Кубок Президента Бурятської Республіки з боротьби 2016 | Монголія | вільна боротьба, до 65 кг | Бронза |
| Кубок Президента Бурятської Республіки з боротьби 2017 | Монголія | вільна боротьба, до 65 кг | Бронза |
| Кубок Президента Бурятської Республіки з боротьби 2018 | Монголія | вільна боротьба, до 65 кг | Бронза |
| Відкритий чемпіонат Монголії з боротьби 2018           | Монголія | вільна боротьба, до 65 кг | Бронза |
| Гран-прі «Іван Яригін» 2019                            | Монголія | вільна боротьба, до 65 кг | Бронза |
| Міжнародний турнір Дінмухамеда Кунаєва 2019            | Монголія | вільна боротьба, до 65 кг | 5      |